# Gerindote
Gerindote – gmina w Hiszpanii, w prowincji Toledo, w Kastylii-La Mancha, o powierzchni 44,26 km². W 2011 roku gmina liczyła 2425 mieszkańców.